# 少先队站 (圣彼得堡地铁)
少先隊站（羅馬化：Pionerskaya）是聖彼得堡地鐵的一個車站，開通於1982年11月4日。站名系來自於紀念蘇聯少先隊成立60週年。少先隊站是莫斯科－彼得格勒線的車站。